# Nemanja Radoja
Nemanja Radoja (en serbi ciríl·lic: Немања Радоја; nascut el 6 de febrer de 1993) és un futbolista professional serbi que juga com a migcampista pel Sporting Kansas City i la selecció sèrbia de futbol.

## Carrera de club

### Vojvodina
Nascut a Novi Sad, Radoja es va criar a la veïna Veternik, i es va formar al planter del FK Vojvodina. Va començar a entrenar seguint les passes del seu germà gran Stefan. Radoja fou promocionat al primer equip l'estiu de 2011, però fou cedit al ČSK Čelarevo de tercera divisió. Va signar un nou contracte professional per cinc anys amb el Vojvodina el 8 de març de 2012, i fou cedit al Cement Beočin de tercera divisió.
Radoja va jugar el seu primer partit com a professional el 18 d'agost de 2012, entrant com a suplent en els darrers minuts en una victòria per 1–0 a fora contra el FK Spartak. Va marcar el seu primer gol com a professional el 17 d'abril de 2013, l'únic del seu equip en les semifinals de la copa de Sèrbia que empatà 1–1 contra l'OFK Beograd (2–1 en el resultat global), cosa que permeté el Vojvodina de passar a la final.
Radoja va jugar regularment pel Voša la temporada 2012–13, amb 22 partits (16 titularitats, 1553 minuts de joc) i l'equip va acabar en tercera posició. Va mantenir el seu lloc de titular la següent temporada, 2013–14, amb 25 partits, i va se escollit en el millor onze de la lliga.

### Celta
L'agost de 2014 Radoja signà contracte per cinc anys amb el Celta de Vigo de La Liga. Va debutar-hi el 24 d'agost, jugant els darrers tres minuts en una victòria per 3–1 a casa contra el Getafe CF.
Radoja no va jugar durant la temporada 2018–19, després que va manifestar el desig de jugar a la Premier League i refusés una oferta de renovació de contracte del Celta.

### Llevant UE
El 21 d'agost de 2019, com a agent lliure Radoja va signar contracte per tres anys amb el Llevant UE, de primera divisió espanyola.